# Open GDF SUEZ de Marseille 2011
L'Open GDF SUEZ de Marseille 2011 è stato un torneo professionistico di tennis femminile giocato sulla terra rossa. È stata la 13ª edizione del torneo, che fa parte dell'ITF Women's Circuit nell'ambito dell'ITF Women's Circuit 2011. Si è giocato a Marsiglia in Francia dal 6 al 12 giugno 2011.

## Partecipanti

### Teste di serie
| Nazionalità | Giocatrice            | Ranking* | Testa di serie |
| ----------- | --------------------- | -------- | -------------- |
| Russia      | Anastasija Pivovarova | 93       | 1              |
| Bielorussia | Nastas'sja Jakimava   | 100      | 2              |
| Romania     | Irina-Camelia Begu    | 102      | 3              |
| Francia     | Pauline Parmentier    | 105      | 4              |
| Spagna      | Carla Suárez Navarro  | 126      | 5              |
| Australia   | Sophie Ferguson       | 134      | 6              |
| Italia      | Corinna Dentoni       | 146      | 7              |
| Lussemburgo | Mandy Minella         | 147      | 8              |

- Ranking al 23 maggio 2011.

### Altre partecipanti
Giocatrici che hanno ricevuto una wild card:
- Estelle Cascino
- Julie Coin
- Victoria Larrière
- Elixane Lechemia

Giocatrici che sono passate dalle qualificazioni:
- Dijana Banoveć
- Eva Fernández-Brugués
- Inés Ferrer-Suárez
- Tereza Mrdeža
- Laura-Ioana Andrei (Lucky Loser)

## Campionesse

### Singolare
Pauline Parmentier ha battuto in finale  Irina-Camelia Begu con il punteggio di 6–3, 6–2

### Doppio
Irina-Camelia Begu /  Nina Bratčikova hanno battuto in finale  Laura-Ioana Andrei /  Mădălina Gojnea con il punteggio di 6–2, 6–2